# Can Xicapila
Can Xicapila és un edifici del municipi del Masnou (Maresme) protegit com a bé cultural d'interès local. Actualment és una llar d'infants.

## Descripció
Edifici entre mitgeres de planta rectangular que consta de planta baixa i dos pisos amb la coberta plana.
La façana s'estructura de forma simètrica a partir de tres eixos verticals. La planta baixa té la porta d'accés al centre i una finestra enreixada a cada costat. El primer pis disposa d'un balcó continu suportat per sis mènsules treballades amb tres balconeres. Destaquen els emmarcaments de les finestres que són coronades amb un trenca aigües. L'últim pis, que queda separat per una cornisa amb decoracions geomètriques, té tres obertures rectangulars emmarcades amb pilars. Totes les obertures estan protegides amb persianes de llibret de fusta i estan marcades per un pilar de caràcter decoratiu a cada costat. La porta i les finestres de planta baixa i planta pis són d'arc rebaixat.
El parament és un estucat amb un relleu de franges horitzontals pintat de color crema groguenc on destaquen les motllures que emmarquen les obertures amb motius clàssics, pintades de blanc. La façana està coronada per una barana de balustrada. Entre aquesta barana i les obertures de la segona planta, hi ha una cornisa suportada per mènsules treballades. A la part del darrere hi ha un pati que arriba fins al carrer paral·lel (carrer de Fontanills).